# イリマン・エンディアイエ
イリマン・エンディアイエ（フランス語: Iliman Ndiaye、2000年3月6日 - ）はセネガルのサッカー選手。セネガル代表。プレミアリーグ・エバートンFC所属。ポジションはFW、MF。

## クラブ経歴

### 幼少期
フランス北部の都市ルーアンでセネガル人の父とフランス人の母の間に生まれたエンディアイエは、幼い頃からプロのサッカー選手になることを熱望していた。8人きょうだいの中で唯一の男子として生まれたエンディアイエは、家族とともに近くのビーチでサッカーの練習しつつ、最初にFCルーアンのユースに入団した。入団後すぐに適応したエンディアイエは、ドリブルが得意だったこともあり地元では「ネクスト・ジダン」、セネガルの新聞では「セネガルから生まれた次世代のリオネル・メッシ」として大々的に取り上げられ、10歳の頃には地元のテレビ番組で「いつかの日かワールドカップの舞台でプレーするのが夢だ。」と公言した。
数年後、父からPSGかオリンピック・マルセイユのトライアウトを受けるように勧められるとマルセイユのファンであったためマルセイユのトライアウトを選択。トライアウトに合格しマルセイユのユースチームでトレーニングを積むことになった。
しかし、家庭の事情で父親の出身地であるセネガルのダカールに一時帰国し、その3年後にロンドンに戻った。ロンドンではPASEカレッジプログラムと呼ばれるサッカーのトレーニングと並行して教育を受けられるボレアム・ウッドFCが運営する組織に入学し、関係者はエンディアイエをアカデミー出身の最も優秀な選手の1人とみなしていた。2018年、PASEカレッジプログラムは、プレミアリーグの審判が翌年から導入されるVARの練習をするための練習試合に招待された。その試合でエンディアイエはハーフウェーラインから、リオネル・メッシやディエゴ・マラドーナのような華麗なドリブルでゴールを決めて当時多くのスカウトマンの目を引いた。
その後はチェルシーやサウサンプトンを含む多くのトライアウトを受けたが、当時のエンディアイエは技術面では申し分ないものの小柄な体格だったためいずれも不合格となり、体格が年齢に追いついてきた2019年にシェフィールド・ユナイテッドFCと契約を結んだ。

### シェフィールド
シェフィールドに加入後、2019-20シーズン冬からはハイド・ユナイテッドFCに期限付き移籍するも 新型コロナウイルスの世界的流行によってその期間は短縮され、再度チームに合流した2020-21シーズンには、U-23チームで得点王になった。23歳以下のチームで印象的なプレーを見せた彼は、クリス・ワイルダー監督の指揮下では出場機会を得られなかったものの、ワイルダー解任後に暫定監督となったポール・ヘッキングボトム監督によって2021年3月14日のレスター戦でプレミアリーグデビューを果した。その半年後の9月にはアマチュアリーグ在籍からわずか2年でトップリーグのクラブとの契約を結んだ。2022年4月23日、ブラモール・レーンで行われたカーディフ・シティFC戦で、昇格プレーオフ進出を狙うシェフィールドはエンディアイエのヘディングシュートで貴重な勝点3を手にした。2023年3月1日に行われたFAカップ5回戦ではトッテナムと対戦。この試合唯一のゴールを決め、チームの準々決勝進出に貢献した。2022-23シーズンはリーグ戦46試合に出場し、14ゴール11アシストを記録してチームのプレミアリーグ昇格に大きく貢献した。これらの活躍により、エンディアイエはこのシーズンのEFLアワーズで年間ベストイレブンにノミネートし、チームの年間最優秀選手にも選ばれた。

### マルセイユ
クラブとの契約が残り1年に迫るなか、エンディアイエには契約延長の他にエヴァートンやトッテナムも興味を示したが、クラブが抱える負債もあり、2023年8月1日にユース時代に在籍したリーグ・アンのマルセイユに移籍した。

## 代表経歴
セネガル人の父親とフランス人の母を持つが、セネガル代表を選択し、2022年6月4日のベナン代表戦でデビューした。
2022年11月25日、カタールW杯のグループリーグで開催国のカタールとの試合でエンディアイエはイスマイラ・サールとの交代で夢であったワールドカップデビューを飾った。ピッチに入ってから10分後、エンディアイエはバンバ・ディエンのゴールをアシストしてチームも3-1で勝利した。続くエクアドル戦ではスタメン出場し、セネガルにとって20年ぶりとなるベスト16進出に貢献した。

## 個人成績

### クラブでの成績
2023年8月13日現在
| クラブ            | シーズン       | リーグ戦           | リーグ戦 | リーグ戦 | カップ戦 | カップ戦 | リーグ杯 | リーグ杯 | 国際大会 | 国際大会 | その他 | その他 | 通算 | 通算 |
| クラブ            | シーズン       | ディビジョン       | 出場     | 得点     | 出場     | 得点     | 出場     | 得点     | 出場     | 得点     | 出場   | 得点   | 出場 | 得点 |
| ----------------- | -------------- | ------------------ | -------- | -------- | -------- | -------- | -------- | -------- | -------- | -------- | ------ | ------ | ---- | ---- |
| シェフィールド・U | 2020-21        | プレミアリーグ     | 1        | 0        | 0        | 0        | 0        | 0        | —        | —        | —      | —      | 1    | 0    |
| シェフィールド・U | 2021-22        | チャンピオンシップ | 30       | 7        | 1        | 0        | 2        | 0        | —        | —        | 2      | 0      | 35   | 7    |
| シェフィールド・U | 2022-23        | チャンピオンシップ | 46       | 14       | 6        | 1        | 0        | 0        | —        | —        | —      | —      | 52   | 15   |
| シェフィールド・U | 通算           | 通算               | 77       | 21       | 7        | 1        | 2        | 0        | —        | —        | 2      | 0      | 88   | 22   |
| →ハイド・U (loan) | 2019-20        | NPL                | 6        | 1        | —        | —        | —        | —        | —        | —        | 3      | 0      | 9    | 1    |
| マルセイユ        | 2023-24        | リーグ・アン       | 1        | 0        |          |          | —        | —        | 1        | 0        |        |        | 2    | 0    |
| キャリア総通算    | キャリア総通算 | キャリア総通算     | 84       | 22       | 7        | 1        | 2        | 0        | 1        | 0        | 5      | 0      | 99   | 23   |

1. ↑  昇格プレーオフ

## 代表歴

### 出場大会
- セネガル代表
  - 2022 FIFAワールドカップ

### 試合数
- 国際Aマッチ 11試合 1得点（2022年-）[22]

2024年1月1日現在
| セネガル代表 | 国際Aマッチ | 国際Aマッチ |
| 年           | 出場        | 得点        |
| ------------ | ----------- | ----------- |
| 2022         | 5           | 0           |
| 2023         | 6           | 1           |
| 2024         |             |             |
| 通算         | 11          | 1           |

### 得点
| No. | 日時          | 開催地   | 対戦相手国   | スコア | 結果 | 試合概要                           |
| --- | ------------- | -------- | ------------ | ------ | ---- | ---------------------------------- |
| 1.  | 2023年3月24日 | ダカール | モザンビーク | 3-0    | 5-1  | アフリカネイションズカップ2023予選 |

## タイトル

### 個人
- EFLチャンピオンシップベストイレブン : 2022-23
- シェフィールド・ユナイテッド年間最優秀選手 : 2022-23